# Васильченко Микола Семенович
Васильченко Микола Семенович (нар.1.1.1946) — український аграрій та громадський діяч, Герой України.

## Життєпис
Народився 1 січня 1946 (с. Франківка, Чорнобаївський район, Черкаська область). Батько Семен Семенович (1923—1982) — голова сільради, голова колгоспу; мати Ганна Панасівна (1925—1997) — колгоспниця.
- Українська сільськогосподарча академія (1967—1972), вчений ветлікар.
- 1965-67 — ветеринарний фельдшер, колгосп «Маяк» Чорнобаївського району.
- 1967-72 — студент Української сільськогосподарської академії.
- 10.1972-11.76 — головний ветлікар, колгосп ім. Суворова Устинівського району Кіровоградської області
- 1976-79 — головний ветлікар,
- з 10.1979 — голова, колгосп «Маяк».
- З 12.1980 — директор, радгосп «Маяк».
- З 04.1996 — голова правління, КСП Агрофірма «Маяк».
- З 01.2000 — директор, засновник, СТОВ Агрофірма «Маяк», с. Піщане Золотоніського району Черкаської області.

## Громадська діяльність
Почесний член Української академії аграрних наук (відділ зоотехнії, 12.2002). Депутат Черкаської облради (2006—2011).

## Особисте життя
Дружина Любов Василівна (1950) — начальник відділу механізації бухобліку, засновник СТОВ "Агрофірма «Маяк»; дочка Тетяна (1972) — заступник головного бухгалтера СТОВ "Агрофірма «Маяк»; дочка Оксана (1975) — приватний підприємець; син Олексій (1985) — директор СТОВ Агрофірма «Маяк».
Захоплення: риболовля.

## Нагороди
Заслужений працівник сільського господарства України (11.1995). Ордени «За заслуги» III (11.2001), II ст. (11.2002). Герой України (з врученням ордена Держави, 12.11.2003).